# No No Never

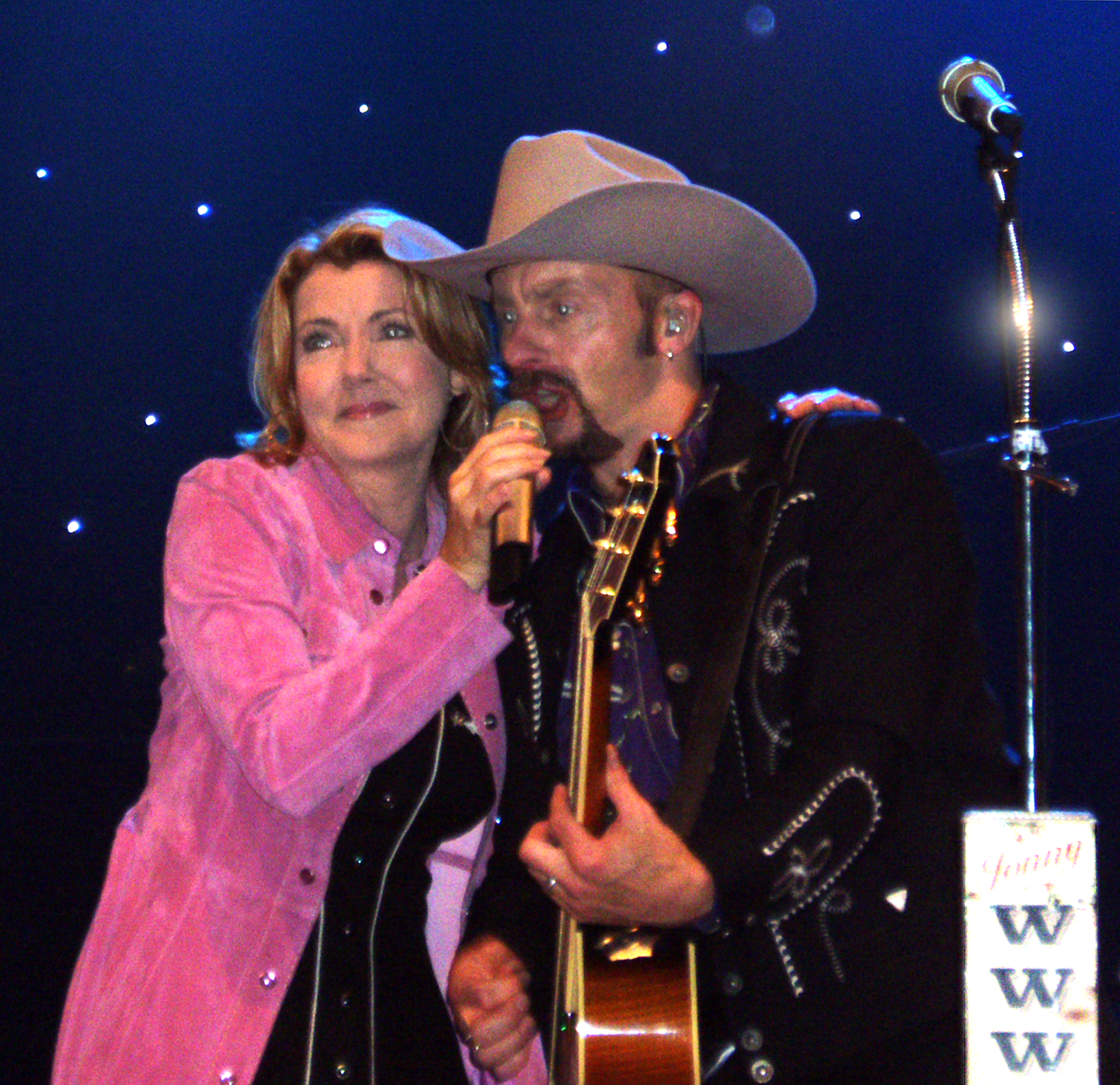
Jane Comerford y Jon Flemming Olsen como cantantes principales de la banda alemana de country Texas Lightning el 29 de septiembre de 2007 en el Autostadt, Wolfsburg, Alemania.

«No No Never» era la canción alemana en el Festival de la Canción de Eurovisión 2006, interpretada en Inglés por Texas Lightning. Mientras Alemania terminó el festival del 2005 en último lugar, su posición como uno de los "Big Four" (junto con el Reino Unido, Francia y España) aseguraba un lugar dentro de la final. Fue interpretada octava en la noche (siguiendo a Fabrizio Faniello de Malta con "I Do" y antes de Sidsel Ben Semmane de Dinamarca con "Twist Of Love"). Al cierre de la votación, recibió 36 puntos, ubicándose 15.º en un campo de 24.
Escrita y compuesta por Jane Comerford, Australiana de nacimiento y miembro de la banada, la canción es la primera canción country que se presenta en el festival, un hecho que resultó en que el comentador de la BBC, Terry Wogan preguntara en tono cómico, con un acento americano, "are we in Athens, Georgia?" ("¿Estamos en Atenas, Georgia?") al final de la interpretación (el concurso tomó lugar en Atenas, Grecia). Líricamente, la canción puede interpretarse como un juramento de la cantante hacia su amante, pero Comerford ha dicho que, por lo menos, el coro - "I'm never ever gonna leave you to cry on your own/Never ever gonna not go and pick up the phone/I'm never ever gonna let you be chilled to the bone" ("Nunca te voy a dejar llorar solo/Nunca no voy a contestar el teléfono/Nunca te voy a dejar que te congeles") - fue inspirado por su deseo de confortar a su sobrino durante la muerte de su padre.
Como uno de los miembros de la banda es un comediante profesional, se esperaba que la interpretación fuese humorística, sin embargo no fue el caso. Aunque la banda cantó en frente de plantas cactus artificiales, de hecho hubo muy poco humor en la interpretación. Todos los miembros estaban vestidos apropiadamente, con los músicos usando trajes beige y sombreros stetson y Comerford usando un vestido rosa.